# Super Chikan
James «Super Chikan» Johnson (Darling, 16 de febrer de 1951) és un músic estatunidenc de música blues, resident a Clarksdale, Mississipi. És el nebot del músic de blues Big Jack Johnson. Super Chican fabrica les seves pròpies guitarres.
Hom ha considerat Super Chikan, Big Jack Johnson, Booba Barnes, R.L. Burnside i Paul «Wine» Jones els «exponents actuals d'una versió elegant i electrificada del so cru i directe del l'estil Delta blues».

## Biografia

### Primers anys
Super Chikan va passar la seva infantesa traslladant-se de ciutat en ciutat per la regió del Delta de Mississipi, bo i treballant en les granges de la seva família. Tenia predilecció per les gallines de la granja i, abans que fos prou gran per treballar als camps, passejava tot parlant amb elles. Això va comportar que els seus amics l'anomenessin «Chikan Boy». Ben aviat, Johnson va tenir el seu primer instrument musical rudimentari, un arc de diddley. A mesura que creixia, va trobar noves maneres de millorar i variar els sons que podia fer amb ell, i el 1964, als tretze anys, va comprar la seva primera guitarra, un model acústic que només tenia dues cordes, en una botiga de l'Exèrcit de Salvació a Clarksdale.

### Carrera musical
Ja d'adult, Super Chikan va començar a conduir un camió per a guanyar-se la vida. Durant els llargs viatges, va començar a compondre les seves pròpies cançons. Quan va mostrar algunes de les cançons a les seves amistats, el van convèncer per anar a un estudi de gravació i enregistrar-les. Més tard, va començar a tocar amb alguns músics locals de renom, tot i que va decidir que preferia actuar pel seu compte més que no pas intentar conformar el seu estil amb el dels seus companys de banda.
El 1997, va publicar el seu àlbum de debut, Blues Come Home to Roost, influenciat per músics com Muddy Waters, John Lee Hooker i Chuck Berry. Després va publicar What You See (2000), Shoot That Thang (2001), Chikan Supe (2005) i Sum Mo Chikan (2007). A la zona de Clarksdale és molt conegut per haver actuat regularment al club de blues Ground Zero de l'actor Morgan Freeman i per ser el seu intèrpret preferit de blues. També ha tocat amb la banda de Steven Seagal, Thunderbox.
El darrer treball de Super Chikan va ser Chikadelic, el qual va ser distribuït per BluesTown Records. Es va gravar a Notodden, als Juke Joint Studios, i es va estrenar al Notodden Blues Festival del 2009. Super Chikan hi va actuar amb el grup Norway's Spoonful of Blues. El 2011 va ser homenatjat amb una placa al Clarksdale Walk of Fame.

## Discografia
- 1997 – Blues Come Home to Roost
- 2000 – What You See
- 2001 – Shoot That Thang
- 2005 – Chikan Supe
- 2007 – Sum Mo Chikan (Produït per Charley Burch i Lawrence «Boo» Mitchell)
- 2009 – Chikadelic (Winner of 2010 BMA Traditional Blues Album of The Year)
- 2010 – Welcome to Sunny Bluesville
- 2011 – Okiesippi Blues – Watermelon Slim i Super Chikan (Produït per Charley Burch i Lawrence «Boo» Mitchell)
- 2015 – Organic Chikan, Free Range Rooster (Produït per James Johnson)

## Premis
- Living Blues Critics Award (5)
- 1998 – W. C. Handy Award Nominee
- 2004 – Mississippi Governor's Award for Excellence in the Arts
- 2010 – Blues Music Award Winner, Traditional Blues Album of the Year